# Степени на свобода
 Тази статия е за термина във физиката.  За термина в механиката вижте Степени на свобода (роботика).  За термина в статистиката вижте Степени на свобода (статистика).
Степени на свобода се нарича броя на параметрите (например за механична система това са пространствените координати), с помощта на които може да се опише еднозначно състоянието на системата (например положението в пространството на една материална точка или тяло).
Степените на свобода на тяло в механиката са шест: три степени на транслацонно или линейно движение по осите X, Y и Z и три степени на ротационно (въртеливо) движение около тях.